# John Conrad Otto
John Conrad Otto (nacido cerca de Woodbridge, Nueva Jersey, 15 de marzo de 1774 - Filadelfia, 26 de junio de 1844) fue un médico estadounidense.

## Biografía
Se graduó en la Universidad de Princeton en 1792, y por la facultad de medicina de la Universidad de Pensilvania en 1796. En 1798 fue elegido como médico del Philadelphia Dispensary, una clínica pública, y en 1813, entró como médico y profesor en el Pennsylvania Hospital, puesto en el cual permaneció durante 21 años, y por lo cual llegaría a ser conocido en todos los Estados Unidos.
Otto también fue médico durante veinte años del hospicio local, el Orphan Asylum, y así mismo del Magdalen Asylum. Durante el brote de cólera de 1833 fue uno de los doce médicos escogidos por las autoridades públicas de Filadelfia para establecer medidas sanitarias y dirigir los hospitales de la ciudad, por lo cual luego sería elegido presidente de la Comisión de Salud Pública.

## Obras
Escribió un 'Informe sobre una predisposición hemorrágica en ciertas familias' (An Account of an Hemorrhagic Disposition in certain Families), que se publicó en el New York Medical Repository en el año 1803, y otro artículo sobre el mismo tema para el Coxe's Medical Museum en 1805. Escribió sobre muchos otros temas médicos, pero los dos informes citados tienen especial relevancia porque se consideran los primeros artículos en la literatura científica sobre la hemofilia.

## Familia
Su bisabuelo y su abuelo fueron también médicos. Su abuelo había emigrado a los Estados Unidos desde Alemania en 1752, establecéndose en Filadelfia, donde practicó la medicina y llegó a hacerse cargo del hospital del Ejército Continental en 1778. Su padre, Bodo Otto, era también médico, y partidario de la causa patriota durante la Guerra de Independencia de los Estados Unidos, sirviendo como oficial en el Ejército Continental.